# Захарчук Олег Григорович
Оле́г Григо́рович Захарчу́к — полковник Збройних сил України, учасник російсько-української війни, відзначився у ході російського вторгнення в Україну. заступник командира Повітряного командування «Центр» з авіації — начальник авіації.

## Нагороди
- орден Данила Галицького (2022) — за особисту мужність і самовіддані дії, виявлені у захисті державного суверенітету та територіальної цілісності України, вірність військовій присязі[2][3].